# Delta Monocerotis
Delta Monocerotis (δ Mon / δ Monocerotis) è una stella bianca nella sequenza principale di magnitudine 4,15 situata nella costellazione dell'Unicorno. Dista 384 anni luce dal sistema solare.

## Osservazione
Si tratta di una stella situata nell'emisfero celeste australe, ma molto in prossimità dell'equatore celeste; ciò comporta che possa essere osservata da tutte le regioni abitate della Terra senza alcuna difficoltà e che sia invisibile soltanto nelle aree attorno al Polo nord. Nell'emisfero sud invece appare circumpolare solo molto oltre il circolo polare antartico. Essendo di magnitudine 4,2 la si può osservare anche dai piccoli centri urbani senza difficoltà, sebbene un cielo non eccessivamente inquinato sia maggiormente indicato per la sua individuazione.
Il periodo migliore per la sua osservazione nel cielo serale ricade nei mesi compresi fra dicembre e maggio; da entrambi gli emisferi il periodo di visibilità rimane indicativamente il medesimo, grazie alla posizione della stella non lontana dall'equatore celeste.

## Caratteristiche fisiche
La stella è una bianca nella sequenza principale; possiede una magnitudine assoluta di -1,15 e la sua velocità radiale positiva indica che la stella si sta allontanando dal sistema solare.
Delta Monocerotis di magnitudine 13,0, separata da 32,0 secondi d'arco da A e con angolo di posizione di 170 gradi. Se legata fisicamente ad A la sua separazione reale da essa sarebbe di circa 3770 UA.